# 彼得·宁布尔斯基
彼得·宁布尔斯基（捷克語：Petr Nymburský，1995年6月1日—），捷克男子射击运动员，2023年欧洲运动会男子50米步枪三姿团体银牌得主、2023年世界射击锦标赛男子50米步枪卧射金牌得主和男子50米步枪三姿银牌得主。